# 2015-ös angol labdarúgókupa-döntő
A 2015-ös angol labdarúgókupa-döntő a 134. döntő a világ legrégebbi labdarúgó-versenyének, az FA-kupának a történetében. A mérkőzést a Wembley Stadionban, Londonban rendezték 2015. május 30-án.

## Út a döntőbe
| Arsenal                | Arsenal   | Arsenal     | Forduló      | Aston Villa          | Aston Villa | Aston Villa |
| ---------------------- | --------- | ----------- | ------------ | -------------------- | ----------- | ----------- |
|                        |           |             |              |                      |             |             |
| Ellenfél               | Eredmény  | Újrajátszás |              | Ellenfél             | Eredmény    | Újrajátszás |
| Hull City              | 2–0       |             | Harmadik kör | Blackpool            | 1–0         |             |
| Brighton & Hove Albion | 3–2       |             | Negyedik kör | Bournemouth          | 2–1         |             |
| Middlesbrough          | 2–0       |             | Ötödik kör   | Leicester City       | 2–1         |             |
| Manchester United      | 2–1       |             | Hatodik kör  | West Bromwich Albion | 2–0         |             |
| Reading                | 2–1 (h.u) |             | Elődöntő     | Liverpool            | 2–1         |             |

## Háttér
Az Arsenal rekordot jelentő 19. alkalommal jutott a kupa döntőjébe, míg győzelmével 11. diadalát aratta, és ezzel megelőzte az eddigi csúcstartó Manchester Unitedet, valamint megvédte címét. Legutóbb a 2001-ben veszítettel döntőt, akkor a Liverpool volt az ellenfél.
Az Aston Villának ez volt a tizenegyedik döntős részvétele, korábban hét győzelmet aratott, legutóbb 1959-ben a Manchester Unitedet győzték le 2–1 arányban, míg a legutóbbi döntőjüket 2000-ben 1–0-ra elvesztették a Chelseavel szemben.
Az aktuális idényben a két csapat mindkét bajnokiját az Arsenal nyerte, előbb 2014. szeptember 20-án a Villa Parkban 3–0, majd 2015. február 1-jén 5–0 lett az eredmény, utóbbi találkozót az Emirates Stadionban játszották.

## Jegyek
Mindkét csapat szurkolói egyenlő elosztásban 25 ezer-25 ezer jegyhez jutottak, míg 17 ezer belépőt kaptak a Wembley Club tagjai és a stadion bérletesei. A jegyárak 50-120 font között mozogtak.

## A mérkőzés előtt
A döntő előtt egy gyermekműsorban lehetett szavazni a finálé kabalaállatáról, ami végül "Billie" a ló lett. A szavazás egyik fő védnöke, a többszörös válogatott Phil Neville volt."Azt hiszem, a design jó, a történet ami mögötte van még nagyszerűbb, és azt hiszem, ez valami olyan dolog, ami mindenkit lenyűgözött."
A Songs of Praise nevű vallási műsorban versenyezni lehetett, hogy ki legyen az a 64 fő, akik a döntő előtt eléneklik a himnuszt. A kiválasztottak között szerepelt egy 99 éves Newcastle United szurkoló és egy Liverpool rajongó aki túlélte a Hillsborough-tragédiát.
Érdekesség, hogy az elődöntők után a két csapat képviselője megállapodott, hogy hivatalosan az Arsenal lesz a hazai csapat. A mérkőzés előtti pénzfeldobás után a birminghamiak mégis hagyományos hazai mezükben léptek pályára, és így tett a londoni csapat is.
A BBC hosszú idő után egész napos közvetítést adott a kupadöntő helyszínéről.

## A mérkőzés

### Összefoglaló
| 2015. május 30. 18:30 CEST |

| Arsenal                                              | 4–0               | Aston Villa |
| ---------------------------------------------------- | ----------------- | ----------- |
| Walcott 40' Sánchez 50' Mertesacker 62' Giroud 90+3' | (1–0) Jegyzőkönyv |             |

| Wembley Stadion, London Nézőszám: 89283 Játékvezető: Jonathan Moss |

| Arsenal | Aston Villa |

| GK            | 1  | Wojciech Szczęsny       |  |     |
| RB            | 39 | Héctor Bellerín         |  |     |
| CB            | 4  | Per Mertesacker         |  |     |
| CB            | 6  | Laurent Koscielny       |  |     |
| LB            | 18 | Nacho Monreal           |  |     |
| CM            | 34 | Francis Coquelin        |  |     |
| CM            | 19 | Santi Cazorla           |  |     |
| RW            | 16 | Aaron Ramsey            |  |     |
| AM            | 11 | Mesut Özil              |  | 77' |
| LW            | 17 | Alexis Sánchez          |  | 90' |
| CF            | 14 | Theo Walcott            |  | 77' |
| Cserék:       |    |                         |  |     |
| GK            | 13 | David Ospina            |  |     |
| DF            | 3  | Kieran Gibbs            |  |     |
| DF            | 5  | Gabriel Paulista        |  |     |
| MF            | 10 | Jack Wilshere           |  | 77' |
| MF            | 15 | Alex Oxlade-Chamberlain |  | 90' |
| MF            | 20 | Mathieu Flamini         |  |     |
| FW            | 12 | Olivier Giroud          |  | 77' |
| Menedzser:    |    |                         |  |     |
| Arsène Wenger |    |                         |  |     |

| GK           | 31 | Shay Given         |     |     |
| RB           | 21 | Alan Hutton        | 33' |     |
| CB           | 4  | Ron Vlaar          |     |     |
| CB           | 5  | Jores Okore        |     |     |
| LB           | 18 | Kieran Richardson  |     | 68' |
| DM           | 15 | Ashley Westwood    | 52' | 71' |
| CM           | 8  | Tom Cleverley      | 14' |     |
| CM           | 16 | Fabian Delph       | 37' |     |
| RW           | 28 | Charles N'Zogbia   |     | 53' |
| LW           | 40 | Jack Grealish      |     |     |
| CF           | 20 | Christian Benteke  |     |     |
| Substitutes: |    |                    |     |     |
| GK           | 1  | Brad Guzan         |     |     |
| DF           | 2  | Nathan Baker       |     |     |
| DF           | 7  | Leandro Bacuna     |     | 68' |
| MF           | 9  | Scott Sinclair     |     |     |
| MF           | 12 | Joe Cole           |     |     |
| MF           | 24 | Carlos Sánchez     |     | 71' |
| FW           | 11 | Gabriel Agbonlahor | 83' | 53' |
| Menedzser:   |    |                    |     |     |
| Tim Sherwood |    |                    |     |     |

### Statisztika
| Statistic              | Arsenal | Aston Villa |
| ---------------------- | ------- | ----------- |
| Gólok                  | 4       | 0           |
| Labdabirtoklás         | 59%     | 41%         |
| Kaput eltaláló lövések | 8       | 0           |
| Kapura lövések         | 8       | 2           |
| Szögletek              | 8       | 0           |
| Szabálytalanságok      | 8       | 15          |
| Lesek                  | 5       | 2           |
| Sárga lapok            | 0       | 5           |
| Piros lapok            | 0       | 0           |
| Forrás:                |         |             |

## A mérkőzés után

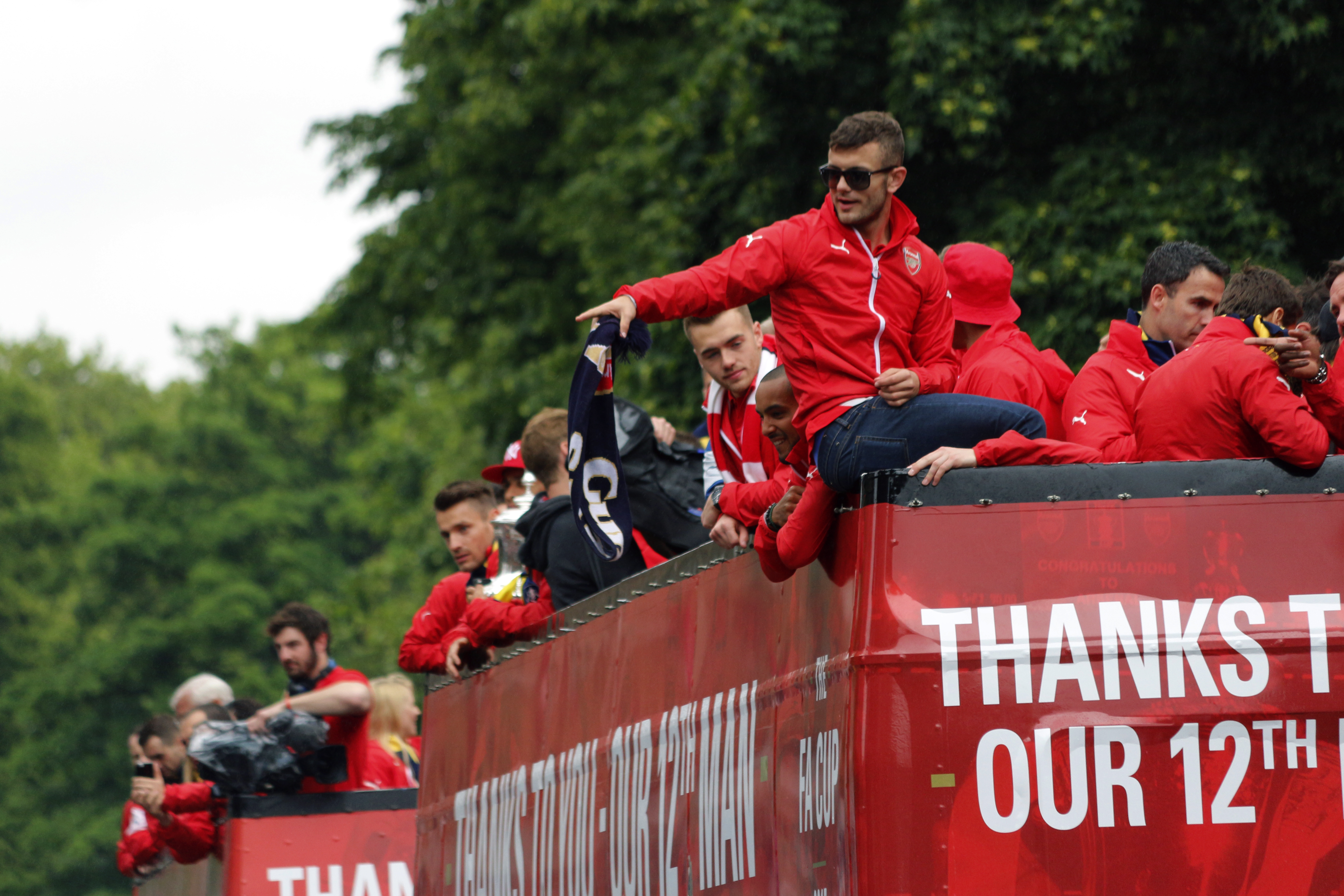
Jack Wilshere a mérkőzés utáni utcai parádén.

Az Egyesült Királyság tagországaiban a TV két adón, az ingyenes BBC One-on és a fizetős BT Sporton. Hét év után közvetített ismét a BBC, visszaállítva a régi hagyományt , hogy egész napos programsorozattal jelentkezik a mérkőzés helyszínéről, a döntő előtt és után is. A finálét átlagosa nyolc millióan követték figyelemmel a csatornán.
A kisebb balhé sem maradt el, a mérkőzés utáni szokásos felvonuláson Jack Wilshere egyszerűen "szarnak" nevezte a rivális Tottenham csapatát, és mivel ezt nem először tette nyilvános módon, az Angol labdarúgó-szövetség pénzbüntetésre ítélte.